# パット・シモンズ
パット・シモンズ（Patrick "Pat" Bruce Reith Symonds, 1953年6月11日 - ）は、イングランド出身の自動車技術者、モータースポーツ解説者。
1980年代から2010年代にかけてF1チーム技術部門の要職を歴任し、若手時代のアイルトン・セナ、ミハエル・シューマッハ、フェルナンド・アロンソら一流ドライバーの飛躍に貢献した。後年は、解説やF1委員会の役職も務める。

## 経歴

### 初期の経歴
フォード社の見習いとして自動車業界でのキャリアを始め、後にクランフィールド工科大学で自動車工学を学び、1976年に修士号を取得し卒業。
卒業と同時にホークレーシングに加入し、チーフデザイナーとしてフォーミュラ・フォードの設計に携わり、2年後の1978年にはやはりチーフデザイナーとしてシングルシーター車両のコンストラクターでもあるロワイヤルレーシングに移籍。ここには先にロリー・バーンが在籍しており、同僚となった。
バーンとともにロワイヤル社でフォーミュラ・フォードの設計に関わったが、1979年にバーンがF2カー設計のためトールマンチームから誘われ移籍。シモンズは1980年用のフォーミュラ・タルボ、FF1600およびFF2000用のシャーシ設計終了までロワイヤルでの仕事を続け、イギリスFF2000選手権を制覇した。その後、バーンに誘われる形でシモンズもトールマンへ移籍した。

### トールマン時代（1980年 - 1985年）
1980年のヨーロッパF2選手権において、トールマンとハートの組み合わせは戦闘力を発揮し、ドライバーのブライアン・ヘントンとデレック・ワーウィックは全12戦中4戦で優勝し、この二人が欠場した最終戦を除いて全てのレースでどちらかが表彰台に立ち、ヘントンはチャンピオンを獲得した。シモンズは、この年は研究開発部門のスタッフとして関与した。
この活躍を引っさげ、1981年にトールマンはF1にステップアップし、シモンズは、その年ステファン・ヨハンソンを擁していたトールマンのF2での開発を継続するとともに、F1でも研究開発、この年はとりわけ空力部門で関与し、風洞プログラムなどを手がけた。
翌1982年以降は、フルタイムでF1に関わるようになり、1982年にテオ・ファビとワーウィック、翌1983年にはブルーノ・ジャコメリ、1984年にはその年デビューの新人アイルトン・セナのレースエンジニアとして任にあたった。

### ベネトン時代（第1期: 1986年 - 1989年）
1985年シーズン終了後、トールマンチームのメインスポンサーだったイタリアの衣料品メーカー「ベネトン」がチームを買収したことにより、翌1986年からチームは「ベネトン・フォーミュラ」（以降ベネトン）として参戦することとなったが、シモンズは引き続き残留した。
1989年末、チームの実権を握るようになったフラビオ・ブリアトーレがジョン・バーナードをテクニカルディレクターに迎えることを決めると、シモンズはチームを離脱し、バーンとともにレイナードと契約。エンジニアリングディレクターとしてレイナードF1参戦計画に携わった。

### レイナード時代 (1990年 - 1991年)
レイナードのF1プロジェクトは1990年に始動し、1992年からの参戦開始がアナウンスされた。エイドリアン・レイナードの他、元トールマンF1チームのテッド・トールマンとアレックス・ホークリッジもディレクターとして参画したことから、旧知のバーンとシモンズを呼び寄せた経緯だった。しかし1991年初夏にはこのレイナードによるF1計画はエンジン契約や資金調達の問題で参戦開始が難しい情勢となりつつあり、F1用に製作されたシャーシは日の目を見ることが無かった。また、時期を同じくして、バーナードがブリアトーレによって更迭され、レイナードがエンストンに用意した新ファクトリーはベネトンに参画し始めていたTWRのトム・ウォーキンショーの手に落ちロス・ブラウンが指揮するTWRベネトンが発足する。こうしてシモンズはバーンとともにベネトンに復帰した。1992年用として設計されたベネトン・B192は、レイナードF1計画での設計書をベースとしてリファインしたものであった。

### ベネトン第2期&ルノー時代（1992年 - 2009年）
1992年、シモンズはベネトンで研究開発部門に戻りチーフとして統括するとともに、ミハエル・シューマッハのレースエンジニアも務め、1994年と1995年のシューマッハのドライバーズタイトル獲得に貢献した。翌1996年にシューマッハはフェラーリへと移籍していき、その後を追う形で、長年を共にしてきたロリー・バーンがベネトンを去っていったが、シモンズはその後もベネトンに残り、バーン同様にチームを去ったロス・ブラウンの後を受けて、同年11月にテクニカルディレクターに就任した。
2001年に、新たにチームに加入したマイク・ガスコインにテクニカルディレクターの座を譲って以後、自らはエンジニアリングディレクターとなり、2002年以降はエグゼクティブエンジニアリングディレクターの称号を帯びるようになった。
私事としては、この間、2002年にオックスフォード・ブルックス大学から博士号を授与されている。

#### クラッシュゲート
1996年以降、ベネトンのチーム代表はたびたび変わり、2002年にはチームがベネトンからルノーに変わるなど、チーム体制の変化が続いたが、シモンズは一貫して同チームに留まり続けた。シモンズはトールマン時代の1980年にチームに加入して以降、一時的にレイナードに所属した期間はあるものの、同じチームに30年近く留まり続けたことになる。しかし、2009年半ばを過ぎて転機が訪れることになる。
2008年シンガポールグランプリにおいて、ルノーチームがフェルナンド・アロンソの順位を上げるため、ネルソン・ピケJr.に故意に事故を起こさせたというスキャンダル（クラッシュゲート）が発覚。シモンズはマネージングディレクターのフラビオ・ブリアトーレと共にピケJr.に指示を与えた罪が疑われ、2009年の公聴会の直前、ブリアトーレと共にルノーから離脱した。その後の裁定で、国際自動車連盟 (FIA) の管轄するすべてのモータースポーツカテゴリーにおいて5年間の関与禁止（追放）という処分を受けた。
シモンズとブリアトーレは大審裁判所に訴え、FIAによって下された追放処分の撤回を勝ち取る。これにより、2012年末まで謹慎すれば、2013年以降はF1チームの運営に復帰することが認められた。

### ヴァージン/マルシャ時代（2011年 - 2013年）
ルノーから離脱後、シモンズは自身のコンサルタント会社「ニュートリノ・ダイナミクス」を通じて様々なプロジェクトに関わった。また、イギリスの『F1 Racing』誌にてエンジニアリング関連のコラムを執筆した。
2011年初めに、ヴァージン・レーシングとコンサルタント契約を結んだ。まだ謹慎期間中だったが、技術部門のアドバイザーという形でF1への関与が認められた。
チームは2012年よりマルシャF1チームとなり、この年のマシン「MR01」はシモンズの指揮によりデザインされた。2013年には、シモンズが正式にマルシャのテクニカルディレクターに就任し、チームに帯同することになった。

### ウィリアムズ時代（2013年 - 2016年）
マルシャへの正式就任から数か月後、シモンズはチームとの契約を解消し、ウィリアムズF1の技術部門を指導するチーフテクニカルオフィサーに就任することになった。同年シーズン終了後には3年契約を交わし、翌2014年からのチーム再浮上に貢献したが、契約が満了する2016年をもって離脱することになった。

### F1チーム離脱以降（2017年 - 現在）
2017年からSky Sports F1のアナリスト兼コメンテーター（解説者）を務め、さらにF1委員会の役職（後にチーフテクニカルオフィサー）にも就任した。
2024年5月、F1参戦を目指すアンドレッティ・オートスポーツと契約を結んだ。同チームでは「エグゼクティブ・エンジニアリング・コンサルタント」の肩書でチーム運営に関わる。

## 評価
ロス・ブラウンの影に隠れがちだが、シモンズもミハエル・シューマッハのベネトン在籍時からレース戦略の立案に関わっており、レース戦略の分野で一定の評価がある人物の一人である。実際、ブラウンらの離脱後も、ベネトン、ルノーはしばしばその優れた作戦によって他チームに対して優位に立っている。ミハエル・シューマッハはフェラーリ在籍時にロリー・バーン、ロス・ブラウンとともにシモンズの獲得をフェラーリに要請していた。